# Džep pun žita
Džep pun žita (izdan 1953.) je kriminalistički roman Agathe Christie s Miss Marple.

## Radnja
Rex Fortescue, glava obitelji financijera, iznenada umre u svom uredu u Londonu. Ispostavi se da je otrovan. Jedini trag inspektora Neela je šačica raži nađena u pokojnikovu džepu. Fortescue je imao dvojicu sinova: opreznog i uštogljenog Percivala i mlađeg Lancea, kicoša i pustolova koji je posljednji put viđen u Africi. Obitelj živi u Yew Tree Lodgeu, mračnoj kući u predgrađu. Rex se nedavno oženio mnogo mlađom Adelom. Za kuću se brine domaćica Mary Dove. Među poslugom nalazi se i mlada spremačica Gladys koja je odrasla u St. Mary Meadu, u kojem živi i gđica Marple. Kad se otkrije da je Rex otrovan tisom, sumnja pada na članove kućanstva. Dolazak Lancea izaziva dodatnu napetost. Prije smrti Rex je tajno pozvao svog mlađeg sina da se vrati u obiteljsku tvrtku. Lance je već bio sa ženom na putu za Englesku kad je čuo za očevu smrt. Nedugo nakon njegova dolaska Adele je nađena mrtva. I ona je otrovana, a čini se da svi imaju motiv.